# Clausilie romaine
Leucostigma candidescens
Espèce
La Clausilie romaine (Leucostigma candidescens) est une espèce de gastéropodes terrestres. Elle est originaire des Apennins en Italie et n'est présente en France qu'au sein des arènes de Nîmes où elle aurait été introduite depuis l'époque romaine.
Nommée et décrite par Emil Adolf Rossmässler en 1835, sa présence dans les arènes de Nîmes a été signalée en 1903 par Georges Coutagne, puis confirmée en 2009 par Biotope et le muséum national d'histoire naturelle. Elle se cantonne à une petite partie des arènes, dans laquelle la Clausilie romaine se cache dans les interstices humides des roches calcaires, qui demeure préservée des désherbages chimiques.
Cette espèce endémique aux Arènes de Nîmes en France reste commune aux alentours de Rome.

## Description
La Clausilie romaine mesure entre 1 cm et 2 cm, sa coquille lisse de couleur pale allant du beige au gris et a teinte légèrement violette s'enroule vers la gauche contrairement la majorité des coquilles de gastéropode.